# 64e bataillon de chars de combat
Pour les articles homonymes, voir 64e bataillon.
Le 64e bataillon de chars de combat (64e BCC) est une unité blindée de l'Armée de terre française. Créé en 1935 en Algérie (période coloniale française), il est dissous en 1940.

## Historique des garnisons et combats du64eBCC
Le 64e BCC est créé en octobre 1935 à partir de deux compagnies du 62e bataillon de chars de combat. Équipé de chars FT, le nouveau bataillon tient garnison en Algérie.
Au début de la Seconde Guerre mondiale, il part renforcer le 521e groupe de bataillons de chars en position en Tunisie. Non engagé au combat, le bataillon est dissous en octobre 1940.

## Équipement
En 1939-1940, le bataillon est doté de 45 chars FT armés :
- 31 chars-canon (1 à 6 chars à canon de 75 mm BS, les autres à canon SA18 de 37 mm)[3],
- 14 chars-mitrailleuse[3].

## Insigne
L'insigne du bataillon présente une salamandre dans un croissant, avec, en pointe, le heaume et les canons croisés symboles des chars de combat. Il est fabriqué en 1936 par l'entreprise Arthus Bertrand.